# Giro del Veneto 2001
Il Giro del Veneto 2001, settantatreesima edizione della corsa, si svolse il 1º settembre 2001 su un percorso di 196,6 km. La vittoria fu appannaggio dell'italiano Giuliano Figueras, che completò il percorso in 5h00'10", precedendo i connazionali Danilo Di Luca e Davide Rebellin.
Sul traguardo di Padova 108 ciclisti, su 157 partiti dalla medesima località, portarono a termine la competizione.

## Ordine d'arrivo (Top 10)
| Pos. | Corridore            | Squadra                      | Tempo    |
| ---- | -------------------- | ---------------------------- | -------- |
| 1    | Giuliano Figueras    | Ceramiche Panaria-Fiordo     | 5h00'10" |
| 2    | Danilo Di Luca       | Cantina Tollo-Acqua & S.     | s.t.     |
| 3    | Davide Rebellin      | Liquigas-Pata                | s.t.     |
| 4    | Francesco Casagrande | Fassa Bortolo                | a 2"     |
| 5    | Paolo Valoti         | Alessio                      | a 20"    |
| 6    | Massimo Donati       | Tacconi Sport-Vini C.        | a 27"    |
| 7    | Alberto Ongarato     | Mobilvetta-Formaggi Trentini | a 28"    |
| 8    | Massimiliano Gentili | Cantina Tollo-Acqua & S.     | s.t.     |
| 9    | Denis Lunghi         | Team Colpack-Astro           | s.t.     |
| 10   | Dmitrij Fofonov      | Cofidis                      | s.t.     |